# End of the Road World Tour
End of the Road World Tour bylo poslední koncertní turné americké hardrockové skupiny Kiss. Turné začalo 31. ledna 2019 v kanadském Vancouveru a skončilo 2. prosince 2023 v New Yorku.
Jednalo se o nejdelší turné skupiny Kiss s celkem 244 vystoupení po celém světě.

## Setlist
2019:
1. "Detroit Rock City"
2. "Shout It Out Loud"
3. "Deuce"
4. "Say Yeah"
5. "Heaven's on Fire"
6. "War Machine" (Gene chrlí oheň)
7. "I Love It Loud"
8. "Lick It Up" (včetně motivu "Won't Get Fooled Again" od The Who")
9. "Calling Dr. Love"
10. "100,000 Years" (včetně bubenické sólo)
11. "Cold Gin" (včetně kytarové sólo; Tommy střílí z kytary)
12. "God of Thunder" (včetně baskytarové sólo; Gene plive krev a vzlétá na vrchol pódia)
13. "Psycho Circus"
14. "Let Me Go, Rock 'n' Roll"
15. "Love Gun"
16. "I Was Made for Lovin' You" (Paul vzlétá mezi diváky)
17. "Black Diamond"
18. "Beth" (přídavek; Eric zpívá za klavírem)
19. "Crazy Crazy Nights" (přídavek)
20. "Rock and Roll All Nite" (přídavek)

2020:
1. "Detroit Rock City"
2. "Shout It Out Loud"
3. "Deuce"
4. "Say Yeah"
5. "I Love It Loud"
6. "Heaven's on Fire"
7. "Tears Are Falling"
8. "War Machine" (Gene chrlí oheň)
9. "Lick It Up"
10. "Calling Dr. Love"
11. "100,000 Years" (včetně bubenické sólo)
12. "Cold Gin" (včetně kytarové sólo; Tommy střílí z kytary)
13. "God of Thunder" (včetně baskytarové sólo; Gene plive krev a vzlétá na vrchol pódia)
14. "Psycho Circus"
15. "Let Me Go, Rock 'n' Roll"
16. "Love Gun"
17. "I Was Made for Lovin' You" (Paul vzlétá mezi diváky)
18. "Black Diamond"
19. "Beth" (přídavek; Eric zpívá za klavírem)
20. "Do You Love Me" (přídavek)
21. "Rock and Roll All Nite" (přídavek)

2021:
1. "Detroit Rock City"
2. "Shout It Out Loud"
3. "Deuce"
4. "War Machine" (Gene chrlí oheň)
5. "Heaven's on Fire"
6. "I Love It Loud"
7. "Lick It Up" (včetně motivu "Won't Get Fooled Again" od The Who")
8. "Calling Dr. Love"
9. "Say Yeah"
10. "100,000 Years" (včetně bubenické sólo)
11. "Cold Gin" (včetně kytarové sólo; Tommy střílí z kytary)
12. "Tears Are Falling"
13. "Psycho Circus"
14. "God of Thunder" (včetně baskytarové sólo; Gene plive krev a vzlétá na vrchol pódia)
15. "Love Gun"
16. "I Was Made for Lovin' You" (Paul vzlétá mezi diváky)
17. "Black Diamond"
18. "Beth" (přídavek; Eric zpívá za klavírem)
19. "Do You Love Me" (přídavek)
20. "Rock and Roll All Nite" (přídavek)

2022:
1. "Detroit Rock City"
2. "Shout It Out Loud"
3. "Deuce"
4. "War Machine" (Gene chrlí oheň)
5. "Heaven's on Fire"
6. "I Love It Loud"
7. "Say Yeah"
8. "Cold Gin" (včetně kytarové sólo; Tommy střílí z kytary)
9. "Lick It Up" (včetně motivu "Won't Get Fooled Again" od The Who")
10. "Calling Dr. Love"
11. "Psycho Circus" (včetně bubenické sólo)
12. "100,000 Years"
13. "God of Thunder" (včetně baskytarové sólo; Gene plive krev a vzlétá na vrchol pódia)
14. "Love Gun"
15. "I Was Made for Lovin' You" (Paul vzlétá mezi diváky)
16. "Black Diamond"
17. "Beth" (přídavek; Eric zpívá za klavírem)
18. "Do You Love Me" (přídavek)
19. "Rock and Roll All Nite" (přídavek)

2023:
1. "Detroit Rock City"
2. "Shout It Out Loud"
3. "Deuce"
4. "War Machine" (Gene chrlí oheň)
5. "Heaven's on Fire"
6. "I Love It Loud"
7. "Say Yeah"
8. "Cold Gin" (včetně kytarové sólo; Tommy střílí z kytary)
9. "Lick It Up" (včetně motivu "Won't Get Fooled Again" od The Who")
10. "Calling Dr. Love"
11. "Makin' Love"
12. "Psycho Circus" (včetně bubenické sólo)
13. "100,000 Years"
14. "God of Thunder" (včetně baskytarové sólo; Gene plive krev a vzlétá na vrchol pódia)
15. "Love Gun"(Paul vzlétá mezi diváky)
16. "I Was Made for Lovin' You"
17. "Black Diamond"
18. "Beth" (přídavek; Eric zpívá za klavírem)
19. "Shandi" (přídavek - pouze 7. října 2023 v Sydney)
20. "Do You Love Me" (přídavek)
21. "Rock and Roll All Nite" (přídavek)

Odehrané písně
Kiss
- "Cold Gin"
- "Deuce"
- "100,000 Years"
- "Black Diamond"

Hotter than Hell
- "Hotter than Hell"
- "Let Me Go, Rock 'n' Roll"

Dressed to Kill
- "Rock and Roll All Nite"

Destroyer
- "Detroit Rock City"
- "God of Thunder"
- "Shout It Out Loud"
- "Beth"
- "Do You Love Me?"

Rock and Roll Over
- "Calling Dr. Love"
- "Makin' Love"

Love Gun
- "Love Gun"

Dynasty
- "I Was Made for Lovin' You"

Unmasked
- "Shandi"

Creatures of the Night
- "I Love It Loud"
- "War Machine"

Lick It Up
- "Lick It Up"

Animalize
- "Heaven's on Fire"

Asylum
- "Tears Are Falling"

Crazy Nights
- "Crazy Crazy Nights"

Hot in the Shade
- "Hide Your Heart"

Psycho Circus
- "Psycho Circus"

Sonic Boom
- "Say Yeah"

## Seznam koncertů
| Datum                      | Město                     | Stát                      | Místo                                   | Počet diváků              | Výnos                     |
| 1. část – Severní Amerika  | 1. část – Severní Amerika | 1. část – Severní Amerika | 1. část – Severní Amerika               | 1. část – Severní Amerika | 1. část – Severní Amerika |
| -------------------------- | ------------------------- | ------------------------- | --------------------------------------- | ------------------------- | ------------------------- |
| 31. ledna 2019             | Vancouver                 | Kanada                    | Rogers Arena                            | 13,373 / 13,373 (100%)    | $1,551,414                |
| 1. února 2019              | Portland                  | Spojené státy             | Moda Center                             | 12,821 / 13,543 (94%)     | $1,442,984                |
| 2. února 2019              | Tacoma                    | Spojené státy             | Tacoma Dome                             | 14,191 / 14,659 (96%)     | $1,464,975                |
| 4. února 2019              | Spokane                   | Spojené státy             | Spokane Arena                           | 7,241 / 7,241 (100%)      | $634,166                  |
| 7. února 2019              | San Diego                 | Spojené státy             | Viejas Arena                            | 7,521 / 7,825 (96%)       | $876,677                  |
| 8. února 2019              | Fresno                    | Spojené státy             | Save Mart Center                        | 9,847 / 10,802 (91%)      | $1,014,452                |
| 9. února 2019              | Sacramento                | Spojené státy             | Golden 1 Center                         | 12,479 / 12,479 (100%)    | $1,444,937                |
| 12. února 2019             | Anaheim                   | Spojené státy             | Honda Center                            | 10,364 / 13,632 (76%)     | $1,210,215                |
| 13. února 2019             | Glendale                  | Spojené státy             | Gila River Arena                        | 9,068 / 15,000 (60%)      | $1,223,363                |
| 15. února 2019             | Las Vegas                 | Spojené státy             | T-Mobile Arena                          | 13,854 / 14,468 (95%)     | $1,442,534                |
| 16. února 2019             | Inglewood                 | Spojené státy             | The Forum                               | 13,660 / 13,660 (100%)    | $1,769,872                |
| 19. února 2019             | Corpus Christi            | Spojené státy             | American Bank Center Arena              | 7,810 / 8,170 (95%)       | $1,053,036                |
| 20. února 2019             | Dallas                    | Spojené státy             | American Airlines Center                | 12,033 / 12,737 (94%)     | $1,611,304                |
| 22. února 2019             | New Orleans               | Spojené státy             | Smoothie King Center                    | 10,677 / 10,677 (100%)    | $1,328,420                |
| 23. února 2019             | Memphis                   | Spojené státy             | FedExForum                              | 12,047 / 12,950 (93%)     | $1,404,952                |
| 26. února 2019             | Oklahoma City             | Spojené státy             | Chesapeake Energy Arena                 | 11,501 / 11,501 (100%)    | $1,322,069                |
| 27. února 2019             | Kansas City               | Spojené státy             | Sprint Center                           | 10,842 / 12,256 (88%)     | $1,152,061                |
| 1. března 2019             | Milwaukee                 | Spojené státy             | Fiserv Forum                            | 9,663 / 9,663 (100%)      | $1,185,069                |
| 2. března 2019             | Chicago                   | Spojené státy             | United Center                           | 13,917 / 13,917 (100%)    | $1,769,254                |
| 4. března 2019             | Minneapolis               | Spojené státy             | Target Center                           | 11,020 / 11,321 (97%)     | $1,405,117                |
| 6. března 2019             | Sioux Falls               | Spojené státy             | Denny Sanford Premier Center            | 9,284 / 10,458 (89%)      | $948,546                  |
| 7. března 2019             | Omaha                     | Spojené státy             | CHI Health Center Omaha                 | 12,730 / 12,730 (100%)    | $1,101,669                |
| 9. března 2019             | Grand Rapids              | Spojené státy             | Van Andel Arena                         | 10,553 / 10,553 (100%)    | $1,257,123                |
| 10. března 2019            | Moline                    | Spojené státy             | TaxSlayer Center                        | 9,599 / 9,599 (100%)      | $1,038,855                |
| 12. března 2019            | Louisville                | Spojené státy             | KFC Yum! Center                         | 14,638 / 14,638 (100%)    | $1,444,057                |
| 13. března 2019            | Detroit                   | Spojené státy             | Little Caesars Arena                    | 13,159 / 13,791 (95%)     | $1,558,645                |
| 16. března 2019            | Columbus                  | Spojené státy             | Nationwide Arena                        | 14,241 / 14,241 (100%)    | $1,848,999                |
| 17. března 2019            | Cleveland                 | Spojené státy             | Quicken Loans Arena                     | 12,307 / 12,307 (100%)    | $1,404,793                |
| 19. března 2019            | Montréal                  | Kanada                    | Bell Centre                             | 14,207 / 14,756 (96%)     | $1,214,421                |
| 20. března 2019            | Toronto                   | Kanada                    | Scotiabank Arena                        | 14,078 / 14,078 (100%)    | $1,170,196                |
| 22. března 2019            | Uniondale                 | Spojené státy             | Nassau Veterans Memorial Coliseum       | 10,368 / 10,368 (100%)    | $1,432,295                |
| 23. března 2019            | Uncasville                | Spojené státy             | Mohegan Sun Arena                       | 7,254 / 7,254 (100%)      | $969,342                  |
| 26. března 2019            | Boston                    | Spojené státy             | TD Garden                               | 16,843 / 16,843 (100%)    | $1,569,234                |
| 27. března 2019            | New York City             | Spojené státy             | Madison Square Garden                   | 13,359 / 13,359 (100%)    | $1,730,755                |
| 29. března 2019            | Filadelfie                | Spojené státy             | Wells Fargo Center                      | 14,530 / 14,530 (100%)    | $1,586,959                |
| 30. března 2019            | Pittsburgh                | Spojené státy             | PPG Paints Arena                        | 13,486 / 13,486 (100%)    | $1,560,111                |
| 2. dubna 2019              | Quebec City               | Kanada                    | Videotron Centre                        | 13,142 / 13,142 (100%)    | $1,074,865                |
| 3. dubna 2019              | Ottawa                    | Kanada                    | Canadian Tire Centre                    | 11,315 / 11,315 (100%)    | $1,050,517                |
| 6. dubna 2019              | Raleigh                   | Spojené státy             | PNC Arena                               | 13,076 / 13,076 (100%)    | $1,756,574                |
| 7. dubna 2019              | Atlanta                   | Spojené státy             | State Farm Arena                        | 6,945 / 6,945 (100%)      | $1,324,454                |
| 9. dubna 2019              | Nashville                 | Spojené státy             | Bridgestone Arena                       | 13,759 / 13,759 (100%)    | $1,590,796                |
| 11. dubna 2019             | Tampa                     | Spojené státy             | Amalie Arena                            | 13,509 / 13,509 (100%)    | $1,654,566                |
| 12. dubna 2019             | Jacksonville              | Spojené státy             | VyStar Veterans Memorial Arena          | 11,225 / 11,225 (100%)    | $1,277,895                |
| 13. dubna 2019             | Birmingham                | Spojené státy             | Legacy Arena                            | 12,788 / 12,788 (100%)    | $1,560,015                |
| 3. května 2019             | Ciudad de México          | Mexiko                    | Autódromo Hermanos Rodríguez            | —                         | —                         |
| 2. část – Evropa           |                           |                           |                                         |                           |                           |
| 27. května 2019            | Lipsko                    | Německo                   | Arena Leipzig                           | ~10,000 / 12,000          | —                         |
| 29. května 2019            | Vídeň                     | Rakousko                  | Wiener Stadthalle                       | ~15,000 / 16,152          | —                         |
| 31. května 2019            | Mnichov                   | Německo                   | Königsplatz                             | —                         | —                         |
| 2. června 2019             | Essen                     | Německo                   | Stadion Essen                           | ~20,000                   | —                         |
| 4. června 2019             | Berlín                    | Německo                   | Waldbühne                               | 14,673 / 22,290 (66%)     | $1,393,935                |
| 5. června 2019             | Hannover                  | Německo                   | Expo-Plaza                              | ~14,000 / 14,000          | —                         |
| 7. června 2019             | Sölvesborg                | Švédsko                   | Norje Havsbad                           | —                         | —                         |
| 9. června 2019             | Hyvinkää                  | Finsko                    | Hyvinkää Airfield                       | —                         | —                         |
| 11. června 2019            | Petrohrad                 | Rusko                     | Ice Palace                              | —                         | —                         |
| 13. června 2019            | Moskva                    | Rusko                     | VTB Arena                               | —                         | —                         |
| 16. června 2019            | Kyjev                     | Ukrajina                  | NSC Olimpiyskiy                         | —                         | —                         |
| 18. června 2019            | Krakov                    | Polsko                    | Tauron Arena Kraków                     | —                         | —                         |
| 19. června 2019            | Praha                     | Česko                     | Sinobo Stadium                          | —                         | —                         |
| 22. června 2019            | Clisson                   | Francie                   | Val de Moine                            | —                         | —                         |
| 23. června 2019            | Dessel                    | Belgie                    | Boeretang                               | —                         | —                         |
| 25. června 2019            | Amsterdam                 | Nizozemsko                | Ziggo Dome                              | 15,182 / 15,182 (100%)    | $1,211,657                |
| 27. června 2019            | Oslo                      | Norsko                    | Ekebergsletta                           | —                         | —                         |
| 28. června 2019            | Trondheim                 | Norsko                    | Dahls Arena                             | —                         | —                         |
| 2. července 2019           | Milán                     | Itálie                    | Ippodromo SNAI San Siro                 | 11,005 / 12,400 (89%)     | $1,034,121                |
| 4. července 2019           | Curych                    | Švýcarsko                 | Hallenstadion                           | 13,000 / 13,000 (100%)    | $1,661,865                |
| 6. července 2019           | Iffezheim                 | Německo                   | Rennbahn                                | ~14,000                   | —                         |
| 9. července 2019           | Birmingham                | Anglie                    | Arena Birmingham                        | 10,719 / 13,084 (82%)     | —                         |
| 11. července 2019          | Londýn                    | Anglie                    | The O2 Arena                            | 15,295 / 17,586 (87%)     | $1,182,490                |
| 12. července 2019          | Manchester                | Anglie                    | Manchester Arena                        | 13,445 / 13,533 (99%)     | $1,037,010                |
| 14. července 2019          | Newcastle                 | Anglie                    | Utilita Arena Newcastle                 | —                         | —                         |
| 16. července 2019          | Glasgow                   | Skotsko                   | SSE Hydro                               | 9,879 / 10,914 (91%)      | $826,799                  |
| 3. část – Severní Amerika  |                           |                           |                                         |                           |                           |
| 6. srpna 2019              | Sunrise                   | Spojené státy             | BB&T Center                             | 9,490 / 9,490 (100%)      | $1,122,221                |
| 8. srpna 2019              | North Charleston          | Spojené státy             | North Charleston Coliseum               | 6,568 / 8,358 (79%)       | $896,223                  |
| 10. srpna 2019             | Charlotte                 | Spojené státy             | PNC Music Pavilion                      | 16,284 / 16,284 (100%)    | $1,190,369                |
| 11. srpna 2019             | Bristow                   | Spojené státy             | Jiffy Lube Live                         | 12,697 / 12,697 (100%)    | $1,047,325                |
| 13. srpna 2019             | Virginia Beach            | Spojené státy             | Veterans United Home Loans Amphitheater | 11,089 / 11,089 (100%)    | $739,048                  |
| 14. srpna 2019             | Newark                    | Spojené státy             | Prudential Center                       | 11,135 / 11,135 (100%)    | $1,195,968                |
| 16. srpna 2019             | Montreal                  | Kanada                    | Bell Centre                             | 11,343 / 13,882 (82%)     | $1,036,380                |
| 17. srpna 2019             | Toronto                   | Kanada                    | Scotiabank Arena                        | 13,125 / 13,125 (100%)    | $1,110,403                |
| 20. srpna 2019             | Brooklyn                  | Spojené státy             | Barclays Center                         | 11,566 / 11,566 (100%)    | $1,035,019                |
| 21. srpna 2019             | Hershey                   | Spojené státy             | Hersheypark Stadium                     | 16,413 / 16,413 (100%)    | $1,326,697                |
| 23. srpna 2019             | Darien                    | Spojené státy             | Darien Lake Performing Arts Center      | 10,515 / 10,515 (100%)    | $681,608                  |
| 24. srpna 2019             | Saratoga Springs          | Spojené státy             | Saratoga Performing Arts Center         | 11,604 / 11,604 (100%)    | $811,722                  |
| 27. srpna 2019             | Syracuse                  | Spojené státy             | St. Joseph's Amphitheater at Lakeview   | 9,354 / 9,354 (100%)      | $598,262                  |
| 29. srpna 2019             | Cincinnati                | Spojené státy             | Riverbend Music Center                  | 12,263 / 12,263 (100%)    | $1,044,762                |
| 31. srpna 2019             | Noblesville               | Spojené státy             | Ruoff Home Mortgage Music Center        | 20,898 / 20,898 (100%)    | $1,311,685                |
| 1. září 2019               | Maryland Heights          | Spojené státy             | Hollywood Casino Amphitheatre           | 16,695 / 16,695 (100%)    | $1,128,625                |
| 3. září 2019               | Des Moines                | Spojené státy             | Wells Fargo Arena                       | 8,049 / 12,799 (63%)      | $804,921                  |
| 5. září 2019               | Little Rock               | Spojené státy             | Verizon Arena                           | 9,483 / 9,483 (100%)      | $768,520                  |
| 7. září 2019               | Bossier City              | Spojené státy             | CenturyLink Center                      | 8,041 / 8,041 (100%)      | $872,477                  |
| 8. září 2019               | San Antonio               | Spojené státy             | AT&T Center                             | 12,277 / 12,277 (100%)    | $1,527,656                |
| 9. září 2019               | Houston                   | Spojené státy             | Toyota Center                           | 7,304 / 7,304 (100%)      | $967,154                  |
| 11. září 2019              | Albuquerque               | Spojené státy             | Isleta Amphitheater                     | 12,115 / 12,115 (100%)    | $786,357                  |
| 12. září 2019              | Denver                    | Spojené státy             | Pepsi Center                            | 11,138 / 11,138 (100%)    | $1,460,307                |
| 4. část – Asie (Japonsko)  |                           |                           |                                         |                           |                           |
| 8. prosince 2019           | Sendai                    | Japonsko                  | Xebio Arena Sendai                      | 4,000 / 4,000 (100%)      | $714,181                  |
| 11. prosince 2019          | Tokio                     | Japonsko                  | Tokyo Dome                              | 32,975 / 40,000 (83%)     | $6,111,730                |
| 14. prosince 2019          | Morioka                   | Japonsko                  | Morioka Takaya Arena                    | 2,942 / 2,942 (100%)      | $525,280                  |
| 17. prosince 2019          | Ósaka                     | Japonsko                  | Kyocera Dome Osaka                      | 14,480 / 25,000 (58%)     | $2,702,970                |
| 19. prosince 2019          | Nagoja                    | Japonsko                  | Dolphins Arena                          | 5,058 / 5,058 (100%)      | $903,083                  |
| 5. část – Spojené státy    |                           |                           |                                         |                           |                           |
| 1. února 2020              | Manchester                | Spojené státy             | SNHU Arena                              | 6,712 / 6,712 (100%)      | $791,430                  |
| 4. února 2020              | Allentown                 | Spojené státy             | PPL Center                              | 6,674 / 6,674 (100%)      | $712,645                  |
| 5. února 2020              | Buffalo                   | Spojené státy             | KeyBank Center                          | 6,026 / 6,026 (100%)      | $560,281                  |
| 7. února 2020              | Charlottesville           | Spojené státy             | John Paul Jones Arena                   | 6,103 / 6,103 (100%)      | $621,597                  |
| 8. února 2020              | Greensboro                | Spojené státy             | Greensboro Coliseum                     | 9,230 / 9,230 (100%)      | $895,713                  |
| 11. února 2020             | Columbia                  | Spojené státy             | Colonial Life Arena                     | 7,278 / 7,278 (100%)      | $732,869                  |
| 13. února 2020             | Lexington                 | Spojené státy             | Rupp Arena at Central Bank Center       | 7,256 / 7,256 (100%)      | $815,555                  |
| 15. února 2020             | Peoria                    | Spojené státy             | Peoria Civic Center                     | 7,414 / 7,414 (100%)      | $883,227                  |
| 16. února 2020             | Fort Wayne                | Spojené státy             | Allen County War Memorial Coliseum      | 7,403 / 7,403 (100%)      | $896,292                  |
| 18. února 2020             | Springfield               | Spojené státy             | JQH Arena                               | 5,399 / 5,399 (100%)      | $508,618                  |
| 19. února 2020             | Wichita                   | Spojené státy             | Intrust Bank Arena                      | 5,847 / 5,847 (100%)      | $525,987                  |
| 21. února 2020             | Sioux City                | Spojené státy             | Tyson Events Center                     | 4,117 / 10,100 (41%)      | $360,182                  |
| 22. února 2020             | Grand Forks               | Spojené státy             | Alerus Center                           | 7,812 / 7,812 (100%)      | $634,003                  |
| 24. února 2020             | St. Paul                  | Spojené státy             | Xcel Energy Center                      | 8,207 / 8,207 (100%)      | $729,012                  |
| 25. února 2020             | Lincoln                   | Spojené státy             | Pinnacle Bank Arena                     | 5,323 / 15,700 (34%)      | $465,690                  |
| 29. února 2020             | Laughlin                  | Spojené státy             | Laughlin Events Center                  | —                         | —                         |
| 2. března 2020             | Bakersfield               | Spojené státy             | Mechanics Bank Arena                    | —                         | —                         |
| 4. března 2020             | Los Angeles               | Spojené státy             | Staples Center                          | 11,900 / 12,262 (97%)     | $1,228,013                |
| 6. března 2020             | Oakland                   | Spojené státy             | Oakland Arena                           | —                         | —                         |
| 9. března 2020             | El Paso                   | Spojené státy             | Don Haskins Center                      | —                         | —                         |
| 10. března 2020            | Lubbock                   | Spojené státy             | United Supermarkets Arena               | —                         | —                         |
| 6. část – Spojené státy    |                           |                           |                                         |                           |                           |
| 18. srpna 2021             | Mansfield                 | Spojené státy             | Xfinity Center                          | 11,090 / 18,955 (59%)     | $873,860                  |
| 19. srpna 2021             | Bangor                    | Spojené státy             | Darling's Waterfront Pavilion           | 8,186 / 11,364 (72%)      | $656,640                  |
| 21. srpna 2021             | Atlantic City             | Spojené státy             | Hard Rock Live at Etess Arena           | 4,794 / 4,805 (99%)       | $858,360                  |
| 25. srpna 2021             | Toledo                    | Spojené státy             | Huntington Center                       | 5,118 / 5,934 (86%)       | $616,488                  |
| 9. září 2021               | Irvine                    | Spojené státy             | FivePoint Amphitheatre                  | —                         | —                         |
| 10. září 2021              | Mountain View             | Spojené státy             | Shoreline Amphitheatre                  | —                         | —                         |
| 12. září 2021              | Wheatland                 | Spojené státy             | Toyota Amphitheatre                     | —                         | —                         |
| 17. září 2021              | Ridgefield                | Spojené státy             | RV Inn Style Resorts Amphitheater       | —                         | —                         |
| 18. září 2021              | George                    | Spojené státy             | The Gorge Amphitheatre                  | —                         | —                         |
| 22. září 2021              | West Valley City          | Spojené státy             | USANA Amphitheatre                      | 16,813 / 18,304 (92%)     | $1,044,879                |
| 23. září 2021              | Sparks                    | Spojené státy             | Nugget Event Center                     | —                         | —                         |
| 25. září 2021              | Chula Vista               | Spojené státy             | North Island Credit Union Amphitheatre  | —                         | —                         |
| 26. září 2021              | Phoenix                   | Spojené státy             | Ak-Chin Pavilion                        | —                         | —                         |
| 28. září 2021              | Hidalgo                   | Spojené státy             | Payne Arena                             | —                         | —                         |
| 29. září 2021              | Del Valle                 | Spojené státy             | Germania Insurance Amphitheater         | 8,146 / 11,881 (69%)      | $754,494                  |
| 1. října 2021              | Fort Worth                | Spojené státy             | Dickies Arena                           | 9,658 / 9,937 (97%)       | $1,251,573                |
| 2. října 2021              | Tulsa                     | Spojené státy             | BOK Center                              | —                         | —                         |
| 5. října 2021              | Biloxi                    | Spojené státy             | Mississippi Coast Coliseum              | —                         | —                         |
| 6. října 2021              | Lafayette                 | Spojené státy             | Cajundome                               | 6,731 / 8,363 (80%)       | $582,185                  |
| 9. října 2021              | Tampa                     | Spojené státy             | MidFlorida Credit Union Amphitheatre    | —                         | —                         |
| 10. října 2021             | Atlanta                   | Spojené státy             | Cellairis Amphitheatre at Lakewood      | 9,453 / 17,742 (53%)      | $771,513                  |
| 13. října 2021             | Burgettstown              | Spojené státy             | The Pavilion at Star Lake               | —                         | —                         |
| 15. října 2021             | Clarkston                 | Spojené státy             | DTE Energy Music Theatre                | 11,006 / 11,147 (99%)     | $948,265                  |
| 16. října 2021             | Tinley Park               | Spojené státy             | Hollywood Casino Amphitheatre           | 12,150 / 24,348 (50%)     | $941,371                  |
| 7. část – Jižní Amerika    |                           |                           |                                         |                           |                           |
| 19. dubna 2022             | Santiago                  | Chile                     | Movistar Arena                          | 27,092 / 30,152 (90%)     | $2,411,511                |
| 20. dubna 2022             | Santiago                  | Chile                     | Movistar Arena                          | 27,092 / 30,152 (90%)     | $2,411,511                |
| 23. dubna 2022             | Buenos Aires              | Argentina                 | Campo Argentino de Polo                 | —                         | —                         |
| 26. dubna 2022             | Porto Alegre              | Brazílie                  | Arena do Grêmio                         | 16,735 / 20,000 (84%)     | $1,160,643                |
| 28. dubna 2022             | Curitiba                  | Brazílie                  | Pedreira Paulo Leminski                 | 18,188 / 20,500 (89%)     | $1,292,931                |
| 30. dubna 2022             | São Paulo                 | Brazílie                  | Allianz Parque                          | 45,517 / 46,318 (98%)     | $3,502,480                |
| 1. května 2022             | Ribeirão Preto            | Brazílie                  | Arena Eurobike                          | 21,325 / 21,325 (100%)    | $1,412,831                |
| 4. května 2022             | Lima                      | Peru                      | Arena 1 Costa Verde                     | 13,096 / 15,000 (87%)     | $1,242,425                |
| 7. května 2022             | Bogotá                    | Kolumbie                  | Movistar Arena                          | 11,711 / 11,711 (100%)    | $1,126,543                |
| 8. část – Spojené státy    |                           |                           |                                         |                           |                           |
| 11. května 2022            | Milwaukee                 | Spojené státy             | American Family Insurance Amphitheater  | —                         | —                         |
| 12. května 2022            | Fairborn                  | Spojené státy             | Nutter Center                           | —                         | —                         |
| 14. května 2022            | Hartford                  | Spojené státy             | Xfinity Theatre                         | —                         | —                         |
| 17. května 2022            | Raleigh                   | Spojené státy             | Coastal Credit Union Music Park         | —                         | —                         |
| 19. května 2022            | Daytona Beach             | Spojené státy             | Daytona International Speedway          | —                         | —                         |
| 9. část – Evropa           |                           |                           |                                         |                           |                           |
| 1. června 2022             | Dortmund                  | Německo                   | Westfalenhallen                         | —                         | —                         |
| 3. června 2022             | Lodž                      | Polsko                    | Atlas Arena                             | —                         | —                         |
| 6. června 2022             | Antverpy                  | Belgie                    | Sportpaleis                             | —                         | —                         |
| 7. června 2022             | Paříž                     | Francie                   | Accor Arena                             | —                         | —                         |
| 10. června 2022            | Donington                 | Anglie                    | Donington Park                          | —                         | —                         |
| 13. června 2022            | Hamburk                   | Německo                   | Barclaycard Arena                       | —                         | —                         |
| 16. června 2022            | Kodaň                     | Dánsko                    | Refshaleøen                             |                           |                           |
| 18. června 2022            | Stockholm                 | Švédsko                   | Tele2 Arena                             | —                         | —                         |
| 20. června 2022            | Helsinky                  | Finsko                    | Helsinki Ice Hall                       | —                         | —                         |
| 22. června 2022            | Göteborg                  | Švédsko                   | Scandinavium                            | —                         | —                         |
| 24. června 2022            | Frankfurt                 | Německo                   | Festhalle Frankfurt                     | —                         | —                         |
| 26. června 2022            | Vídeň                     | Rakousko                  | Wiener Stadthalle                       | —                         | —                         |
| 28. června 2022            | Stuttgart                 | Německo                   | Hanns-Martin-Schleyer-Halle             | —                         | —                         |
| 2. července 2022           | Santa Coloma de Gramenet  | Španělsko                 | Parc de Can Zam                         | —                         | —                         |
| 3. července 2022           | Madrid                    | Španělsko                 | WiZink Center                           | —                         | —                         |
| 5. července 2022           | Nîmes                     | Francie                   | Arena of Nîmes                          | —                         | —                         |
| 7. července 2022           | Curych                    | Švýcarsko                 | Hallenstadion                           | —                         | —                         |
| 9. července 2022           | Záhřeb                    | Chorvatsko                | Zagreb Arena                            | —                         | —                         |
| 11. července 2022          | Verona                    | Itálie                    | Arena di Verona                         | —                         | —                         |
| 13. července 2022          | Praha                     | Česko                     | O2 Arena                                | —                         | —                         |
| 14. července 2022          | Budapešť                  | Maďarsko                  | Papp László Budapest Sportaréna         | —                         | —                         |
| 16. července 2022          | Bukurešť                  | Rumunsko                  | Romexpo                                 | —                         | —                         |
| 19. července 2022          | Nyon                      | Švýcarsko                 | Plaine de l'Asse                        | —                         | —                         |
| 21. července 2022          | Amsterdam                 | Nizozemsko                | Ziggo Dome                              | —                         | —                         |
| 10. část – Austrálie       |                           |                           |                                         |                           |                           |
| 20. srpna 2022             | Melbourne                 | Austrálie                 | Rod Laver Arena                         | —                         | —                         |
| 21. srpna 2022             | Melbourne                 | Austrálie                 | Rod Laver Arena                         | —                         | —                         |
| 23. srpna 2022             | Melbourne                 | Austrálie                 | Rod Laver Arena                         | —                         | —                         |
| 26. srpna 2022             | Sydney                    | Austrálie                 | Qudos Bank Arena                        | —                         | —                         |
| 27. srpna 2022             | Sydney                    | Austrálie                 | Qudos Bank Arena                        | —                         | —                         |
| 30. srpna 2022             | Adelaide                  | Austrálie                 | Adelaide Entertainment Centre           | —                         | —                         |
| 2. září 2022               | Perth                     | Austrálie                 | RAC Arena                               | —                         | —                         |
| 6. září 2022               | Brisbane                  | Austrálie                 | Brisbane Entertainment Centre           | —                         | —                         |
| 10. září 2022              | Gold Coast                | Austrálie                 | Cbus Super Stadium                      | —                         | —                         |
| Spojené státy              |                           |                           |                                         |                           |                           |
| 21. září 2022              | West Palm Beach           | Spojené státy             | iTHINK Financial Amphitheatre           | —                         | —                         |
| 24. září 2022              | Louisville                | Spojené státy             | Highland Festival Grounds               |                           |                           |
| 7. září 2022               | Sacramento                | Spojené státy             | Discovery Park                          |                           |                           |
| Japonsko                   |                           |                           |                                         |                           |                           |
| 30. listopadu 2022         | Tokio                     | Japonsko                  | Tokyo Dome                              | —                         | —                         |
| Mexiko                     |                           |                           |                                         |                           |                           |
| 4. prosince 2022           | Toluca                    | Mexiko                    | Foro Pegaso                             | —                         | —                         |
| 11. část – Jižní Amerika   |                           |                           |                                         |                           |                           |
| 12. dubna 2023             | Manaus                    | Brazílie                  | Arena da Amazônia                       | —                         | —                         |
| 15. dubna 2023             | Bogotá                    | Kolumbie                  | Estadio El Campín                       |                           |                           |
| 18. dubna 2023             | Brasília                  | Brazílie                  | Estádio Nacional Mané Garrincha         | —                         | —                         |
| 20. dubna 2023             | Belo Horizonte            | Brazílie                  | Mineirão                                | —                         | —                         |
| 22. dubna 2023             | São Paulo                 | Brazílie                  | Allianz Parque                          |                           |                           |
| 25. dubna 2023             | Florianópolis             | Brazílie                  | Arena Petry                             | —                         | —                         |
| 28. dubna 2023             | Buenos Aires              | Argentina                 | Parque de la Ciudad                     | —                         | —                         |
| 30. dubna 2023             | Santiago                  | Chile                     | Estadio Santa Laura-Universidad Sek     | —                         | —                         |
| Spojené státy              |                           |                           |                                         |                           |                           |
| 27. května 2023            | Columbus                  | Spojené státy             | Historic Crew Stadium                   | —                         | —                         |
| 12. část – Evropa          |                           |                           |                                         |                           |                           |
| 5. června 2023             | Birmingham                | Anglie                    | Resorts World Arena                     | —                         | —                         |
| 6. června 2023             | Newcastle                 | Anglie                    | Utilita Arena                           | —                         | —                         |
| 10. června 2023            | Praha                     | Česko                     | O2 Arena                                | —                         | —                         |
| 12. června 2023            | Amsterdam                 | Nizozemsko                | Ziggo Dome                              | —                         | —                         |
| 13. června 2023            | Brusel                    | Belgie                    | Palais 12                               | —                         | —                         |
| 15. června 2023            | Clisson                   | Francie                   | Val de Moine                            | —                         | —                         |
| 17. června 2023            | Mnichov                   | Německo                   | Königsplatz                             | —                         | —                         |
| 19. června 2023            | Krakov                    | Polsko                    | Tauron Arena                            | —                         | —                         |
| 21. června 2023            | Drážďany                  | Německo                   | Messehalle                              | —                         | —                         |
| 22. června 2023            | Berlín                    | Německo                   | Max-Schmeling-Halle                     | —                         | —                         |
| 25. června 2023            | Cartagena                 | Španělsko                 | Parque el Batel                         |                           |                           |
| 27. června 2023            | Lyon                      | Francie                   | Halle Tony Garnier                      | —                         | —                         |
| 29. června 2023            | Lucca                     | Itálie                    | Piazza Napoleone                        |                           |                           |
| 1. července 2023           | Mannheim                  | Německo                   | SAP Arena                               | —                         | —                         |
| 2. července 2023           | Kolín nad Rýnem           | Německo                   | Lanxess Arena                           | —                         | —                         |
| 5. července 2023           | Londýn                    | Anglie                    | The O2 Arena                            | —                         | —                         |
| 7. července 2023           | Manchester                | Anglie                    | AO Arena                                | —                         | —                         |
| 8. července 2023           | Glasgow                   | Skotsko                   | OVO Hydro                               | —                         | —                         |
| 12. července 2023          | Rättvik                   | Švédsko                   | Dalhalla                                | —                         | —                         |
| 13. července 2023          | Rättvik                   | Švédsko                   | Dalhalla                                | —                         | —                         |
| 15. července 2023          | Tønsberg                  | Norsko                    | Kaldnes Vest                            | —                         | —                         |
| 13. část – Austrálie       |                           |                           |                                         |                           |                           |
| 7. října 2023              | Sydney                    | Austrálie                 | Olympijský stadion Australia            | —                         | —                         |
| 14. část – Severní Amerika |                           |                           |                                         |                           |                           |
| 19. října 2023             | Cincinnati                | Spojené státy             | Heritage Bank Arena                     | —                         | —                         |
| 20. října 2023             | Detroit                   | Spojené státy             | Little Ceasers Arena                    | —                         | —                         |
| 23. října 2023             | Nashville                 | Spojené státy             | Bridgestone Arena                       | —                         | —                         |
| 25. října 2023             | St. Louis                 | Spojené státy             | Enterprise Center                       | —                         | —                         |
| 27. října 2023             | Fort Worth                | Spojené státy             | Dickies Arena                           | —                         | —                         |
| 29. října 2023             | Austin                    | Spojené státy             | Moody Center                            | —                         | —                         |
| 1. listopadu 2023          | Thousand Palms            | Spojené státy             | Acrisure Arena                          | —                         | —                         |
| 3. listopadu 2023          | Los Angeles               | Spojené státy             | Hollywood Bowl                          | —                         | —                         |
| 6. listopadu 2023          | Seattle                   | Spojené státy             | Climate Pledge Arena                    | —                         | —                         |
| 8. listopadu 2023          | Vancouver                 | Kanada                    | Rogers Arena                            | —                         | —                         |
| 10. listopadu 2023         | Edmonton                  | Kanada                    | Rogers Place                            | —                         | —                         |
| 12. listopadu 2023         | Calgary                   | Kanada                    | Scotiabank Saddledome                   | —                         | —                         |
| 13. listopadu 2023         | Saskatoon                 | Kanada                    | SaskTel Centre                          | —                         | —                         |
| 15. listopadu 2023         | Winnipeg                  | Kanada                    | Canada Life Centre                      | —                         | —                         |
| 18. listopadu 2023         | Montréal                  | Kanada                    | Centre Bell                             | —                         | —                         |
| 19. listopadu 2023         | Quebec City               | Kanada                    | Videotron Centre                        | —                         | —                         |
| 25. listopadu 2023         | Indianapolis              | Spojené státy             | Gainbridge Fieldhouse                   | —                         | —                         |
| 27. listopadu 2023         | Rosemont                  | Spojené státy             | Allstate Arena                          | —                         | —                         |
| 29. listopadu 2023         | Baltimore                 | Spojené státy             | CFG Bank Arena                          | —                         | —                         |
| 1. prosince 2023           | New York City             | Spojené státy             | Madison Square Garden                   | —                         | —                         |
| 2. prosince 2023           | New York City             | Spojené státy             | Madison Square Garden                   | —                         | —                         |

### Koncerty mimo turné
| Datum             | Město         | Stát                    | Místo                    | Událost                            |
| ----------------- | ------------- | ----------------------- | ------------------------ | ---------------------------------- |
| 31. prosince 2020 | Dubaj         | Spojené arabské emiráty | Atlantis The Palm        | New Year's Eve livestream          |
| 11. června 2021   | New York City | Spojené státy           | Battery Park             | premiéra filmu Biography: Kisstory |
| 30. září 2023     | Melbourne     | Austrálie               | Melbourne Cricket Ground | Finále AFL 2023                    |

## Sestava
Kiss
- Paul Stanley – zpěv, doprovodná kytara
- Gene Simmons – zpěv, baskytara
- Tommy Thayer – sólová kytara, zpěv
- Eric Singer – bicí, klavír, zpěv

Hosté
- Yoshiki – klavír (píseň "Beth"), bicí (píseň "Rock and Roll All Nite") (11. a 17. prosince 2019)[33][34]